# Гагарінський старт
Майданчик № 1 або Гагарінський старт — пусковий майданчик на космодромі «Байконур», з якого 12 квітня 1961 року уперше у світі стартував космічний корабель «Восток», з пілотом-космонавтом Юрієм Олексійовичем Гагаріним на борту.

## Використання стартового майданчика
21 серпня 1957 року з майданчику виконано перший успішний пуск МБР Р-7.
4 жовтня 1957 року запуск першого штучного супутника Землі.
Майданчик активно використовувався в СРСР для пілотованих і безпілотних місій за допомогою ракет-носіїв сімейства Р-7, створених на базі першої радянської міжконтинентальної балістичної ракети Р-7.
Зараз перебуває в управлінні Роскосмосу та несе основні навантаження по запуску пілотованих кораблів «Союз» і безпілотних вантажних кораблів «Прогрес» до Міжнародної космічної станції.

## Галерея

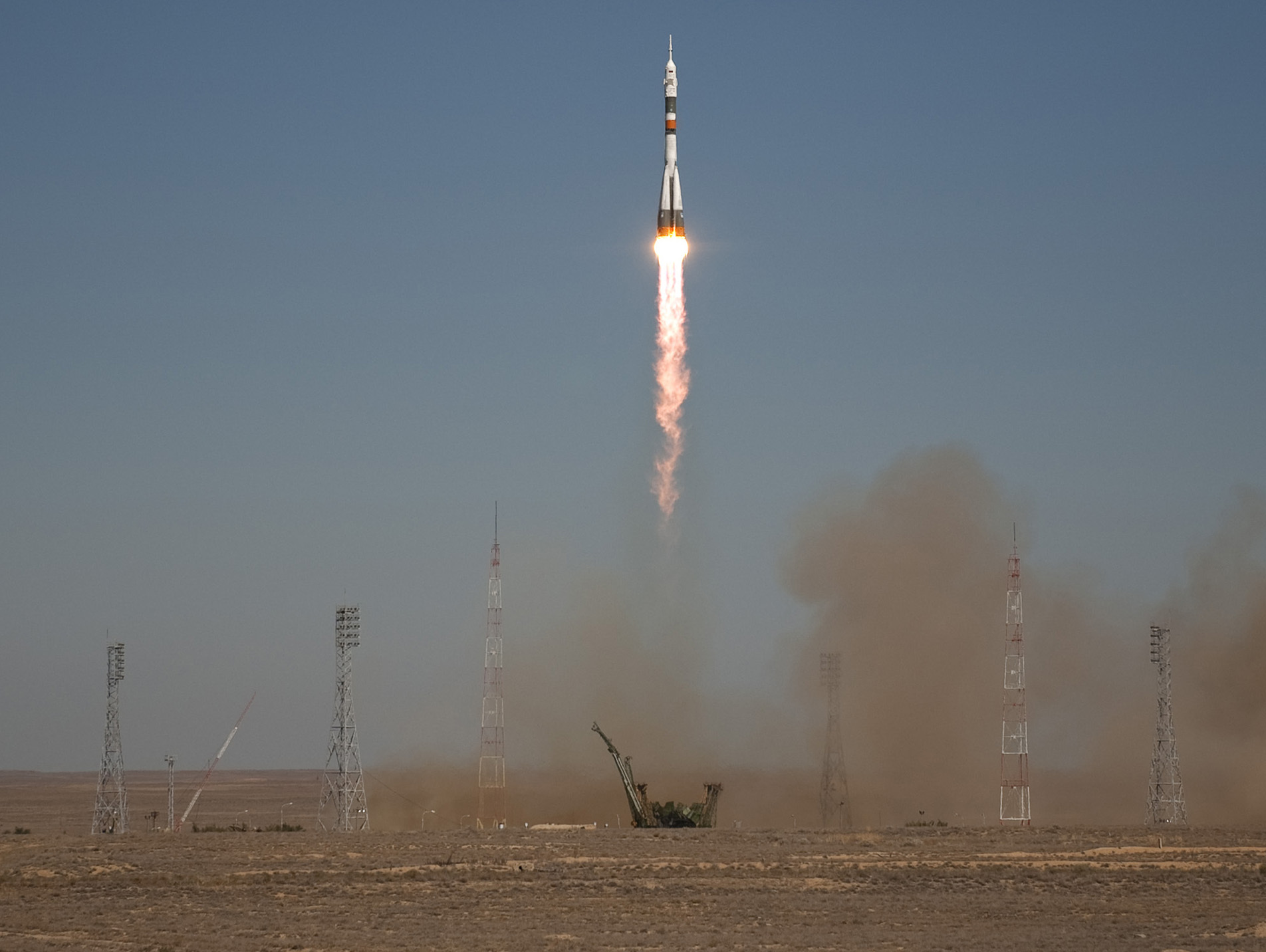
Запуск КК Союз ТМА-16 з майданчику №1 30 вересня 2009 року до МКС.
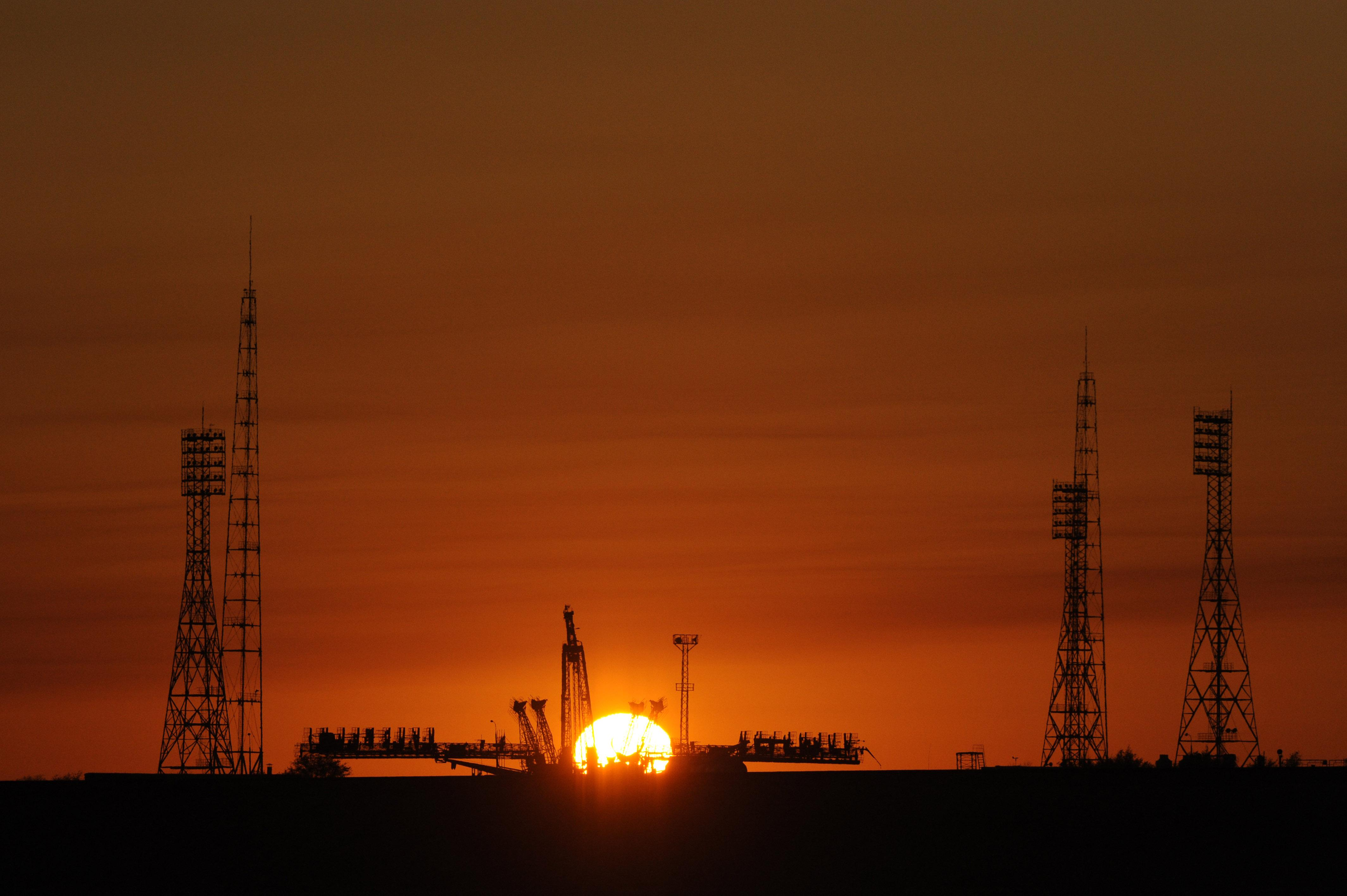
Вид на Гагарінський старт на сході перед вивезенням ракети з КК Союз ТМА-13, 10 жовтня 2008 року.